# 板野友美

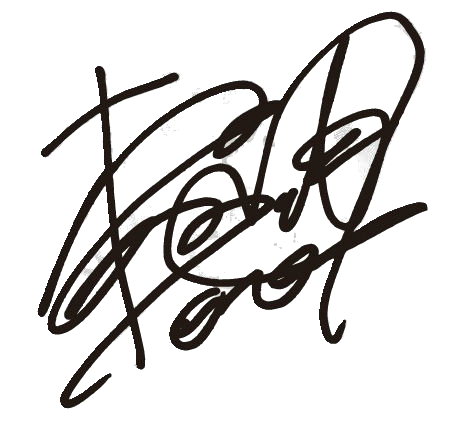
直筆サイン

板野 友美（いたの ともみ、1991年〈平成3年〉7月3日 - ）は、日本の歌手、タレント、ファッションモデル、女優、実業家。女性アイドルグループAKB48の元メンバー。
神奈川県横浜市出身。ホリプロとキングレコードに所属。夫はプロ野球・東京ヤクルトスワローズ投手の高橋奎二。妹は女優の板野成美。

## 来歴
2005年
- 8月までBOXMEN[注釈 1]のガールズダンスチームGIRLSBOXに所属。2003年の『第54回NHK紅白歌合戦』ではEXILEの「Choo Choo TRAIN」でバックダンサーを務めた。
- 10月30日、『AKB48 オープニングメンバーオーディション』に合格（応募総数7,924名、最終合格者24名）。
- 12月8日、オープニングメンバー候補生のうち20名として、AKB48劇場グランドオープンの舞台に立った（チームAに所属）。

2007年
- 5月に、大島麻衣・河西智美とともにホリプロへ移籍。同時に、芸能人女子フットサルチーム「XANADU loves NHC」にも所属、背番号は「11」。

2008年
- 9月に『Cawaii!』（主婦の友社、2009年6月号で休刊）の専属としてモデルデビューを飾るなど、活動の幅を広げる。

2009年
- 4月1日には、ソロ写真集『T.O.M.O.rrow』（主婦の友社）を発売。
- 6月から7月にかけて実施された『AKB48 13thシングル 選抜総選挙「神様に誓ってガチです」』では7位で、メディア選抜に選ばれる。
- 7月から、同じホリプロ所属の河西智美、宮崎美穂とユニット「ナットウエンジェル」を結成。
- 8月23日に開催された『読売新聞創刊135周年記念コンサート AKB104選抜メンバー組閣祭り』の夜公演にて、同年10月よりチームKに異動することが発表された。

2010年
- 3月12日、『チームK 6th Stage「RESET」』公演初日よりチームKのメンバーとして活動開始（5月27日の『チームA 5th Stage「恋愛禁止条例」』公演千秋楽まで旧チームAと兼任）。
- 3月31日、河西智美とともに『仮面ライダーW』の役名の「Queen & Elizabeth」名義でシングル「Love♡Wars」発売。
- 5月から6月にかけて実施された『AKB48 17thシングル 選抜総選挙「母さんに誓って、ガチです」』では4位で、メディア選抜に選ばれる。
- 6月、イトーヨーカ堂「Ito-Yokado 2010 Summer Collection」で初のソロコマーシャルがオンエアされた。
- 10月、ベストジーニストに選出される。

2011年
- 1月25日、ファッションブランド「サマンサタバサ」のイメージモデル「サマンサミューズ」に就任[9]。同年8月から山本美月、ローラ、蛯原友里、道端ジェシカ、土屋巴瑞季と共に同ブランドのテレビコマーシャルに出演[10]。
- 1月26日にソロデビューシングル「Dear J」発売[11][注釈 2]。オリコン週間シングルランキングで、発売初週で16.3万枚を売り上げ、初登場2位を記録。女性ソロ歌手のシングルが発売初週で15万枚を超えたのは、2007年の「Flavor Of Life」（宇多田ヒカル）以来4年ぶり。また女性グループからのソロデビューシングルでは、2001年の「愛のバカやろう」（後藤真希）以来、9年10か月ぶりの15万枚突破[11]。
- 2月13日、4月27日に2ndシングルがリリースされることが自身のライブイベントでサプライズで発表された。本人も当日初めて知った。
- 3月11日の東北地方太平洋沖地震（東日本大震災）発生にともない、2ndシングルの発売日を延期することが3月18日に発表された[14]。
- 5月から6月にかけて実施された『AKB48 22ndシングル 選抜総選挙「今年もガチです」』では8位で、3年連続メディア選抜に選ばれる[15][16]。
- 7月13日、2ndシングル「ふいに」発売。このシングルでソロとして初めてオリコン週間シングルランキングの首位を獲得[17]。
- 9月4日、声帯の結節および急性声帯炎（全治3 - 4週間）で歌手活動を休止すると報道された[18][19]が、翌5日にホリプロおよびキングレコードが休業を否定[20][21][22]。その後、14日付の自身の公式ブログで歌唱を伴う活動を再開する旨を発表した。
- 12月6日、「日本ファッションリーダーアワード2011」（宝島社主催）を受賞した[23]。

2012年
- 5月から6月にかけて実施された『AKB48 27thシングル 選抜総選挙』では8位で、選抜メンバーに選ばれる[24]。
- 9月18日に開催された『AKB48 29thシングル選抜じゃんけん大会』ではベスト16入りし、選抜メンバーになる[25]。
- 12月11日、ニホンモニターによる「2012年タレントCM起用社数ランキング」において、篠田麻里子と並び、女性部門最多となる20社[注釈 3]のCMに起用されたと発表された[26][27]。さらに、12月17日からは自身が出演するcandymagicのCM放送が開始され、この年のCM起用社数は21社となった[28]。

2013年
- 2月1日に公開されたドキュメンタリー映画『DOCUMENTARY of AKB48 No flower without rain 少女たちは涙の後に何を見る?』内および同映画の公開初日舞台挨拶で、2013年中にAKB48を卒業することを明らかにした[29]。
- 5月から6月にかけて実施された『AKB48 32ndシングル 選抜総選挙』では11位となり、選抜メンバーに選出される[30]。
- 8月25日、東京ドームで開催された『AKB48 2013真夏のドームツアー 〜まだまだ、やらなきゃいけないことがある〜』最終日公演において卒業セレモニーを実施[31]。サプライズゲストとして、卒業メンバーの前田敦子と篠田麻里子が登場した。
- 8月27日、AKB48劇場で開催された公演をもってAKB48を卒業（奇しくも1年前の前田敦子と同じ卒業日であった）[32][33]。
- 約3週間の休養後、9月21日、AKB48を卒業後の初仕事で「関西コレクション2013 AUTUMN/WINTER」にシークレットゲストとして登場。AKB48時代の茶髪から、金髪で前髪を切った新たなスタイルで登場した[34]。
- 10月7日、自身初の冠番組『ともちゃん友を呼ぶ!〜今ドキ女子バックアップバラエティ』（TBS）が放送された。

2014年
- 4月27日、自身初の冠レギュラー番組『板野パイセンっ!!〜今ドキ女子バックアップバラエティ』（TBS）が放送開始[35]。
- 7月2日、1stソロアルバム『S×W×A×G』発売[36]。
- 8月1日、愛知県のDIAMOND HALLで自身初の全国ツアーとなる『Tomomi Itano Live Tour〜S×W×A×G〜』の初日公演を行う[37]。

2015年
- 4月4日、自身がパーソナリティを務めるラジオ番組『板野友美のうた女(じょ)〜Girl's Music Channel〜』（TOKYO FM）が放送開始[38]。

2016年
- 春公開の『のぞきめ』で映画初主演[39]。
- 中国映画『雨衣(レインコート)』で主演[40]。

2017年
- 3月11日、「第6回福魂祭」ゲスト出演。
- 3月12日、スカパー!音楽祭2017にて「OMG」を歌唱。
- 4月17日、脱毛サロン「KIREIMO」テレビコマーシャル放送開始。
- 6月24日、ベルコサンクスマッチ2017「日本ハム×楽天」始球式を札幌ドームにて行う。
- 8月25日、写真集「release」（講談社）発売。

2018年
- 2月19日、4th写真集『wanderer』（講談社）発売。
- 2月28日、10thシングル『Just as I am』（キングレコード）発売。
- 5月12日、初のバンド形式で行われた全国ライブツアー「板野友美 LIVE TOUR 2018 Just as I am」を東京・マイナビBLITZ赤坂にて完走。仙台、名古屋、大阪、福岡、東京にて開催。
- 6月17日、第21回上海国際映画祭「2018上海・日本映画週間」で久本雅美とＷ主演を務めた映画「イマジネーションゲーム」がワールドプレミア上映された。日本では7月28日より公開。
- 7月1日、「板野友美 SUMMER PARTY!～カムパリ改めサマパリ～」をEX THEATER ROPPONGIにて開催。
- 10月28日、「2018東京・中国映画週間日中映画祭」にて第3回ゴールドクレイン賞を受賞。

2019年
- 1月1日、ジュエリーブランド「amie jewel」のイメージキャラクターに就任。
- 1月15日、ABCテレビ「世界の村で発見!こんなところに日本人」にて、24時間以上のバス移動で番組最長記録となったブラジル旅が放送。
- 2月13日、11thシングル「すき。ということ」発売。
- 6月1日、ワンマンライブ『板野友美 LIVE 2019』を東京・マイナビBLITZ赤坂にて開催。
- 7月5日、映画「Diner ダイナー」出演。
- 7月6日、テレビ大阪スペシャルドラマ「愛しのナニワ飯」で甲本雅裕とW主演。
- 7月15日、フジテレビオンデマンドにて配信・フジテレビ深夜地上波放送で放送のドラマ『僕はまだ君を愛さないことができる』オープニングテーマ、「君に贈るうた」の楽曲配信がスタート。
- 7月31日、横浜の魅力を発信するショートフィルム「乗り遅れた旅人」が公開。ショートフィルムに初出演。
- 8月30日、映画「プリズン13」に出演。
- 10月16日、ミニアルバム『LOCA』を発売。
- 11月23・24日、「TOMOMI ITANO LIVE 2019 in 上海」をVasLive 瓦肆现场にて開催。
- 12月15日、『板野友美 LIVE 2019 “T” TOUR』が東京・渋谷のこくみん共済 coop ホール／スペース・ゼロにて完走。

2020年
- 2月24日、親交のある黒石奈央子・舞川あいく・高阪文香らと一日限定のフリーマーケットをCOMMUNE（表参道）にて開催。
- 4月28日、「SG第47回ボートレースオールスター（5月26～31日開催）」の応援サポーターに任命される。
- 5月4日～7月27日の3ヶ月間、人気クリエイターが日替わりで登場するInstagramライブ企画「＃アットホームwith」に月曜日担当として参加。
- 6月13・14日、三密を回避したシチュエーションで構成されるオンライン演劇『デジタル本多劇場』に出演、オムニバス劇『こっち来ないで！』で清水伸と共演。舞台出演はこれが初。（LINE LIVEにて配信）
- 6月22日、AKB48 メッセージソング『離れていても』に卒業生として参加。
- 8月23日、24時間テレビにAKB48卒業生として出演。前田敦子・高橋みなみ・篠田麻里子や現役メンバーと共に『離れていても』を披露。
- 10月10日、自身のYouTubeチャンネル「友chube」を開設[41]。

2021年
- 1月5日、プロ野球・東京ヤクルトスワローズに所属する投手・高橋奎二と結婚[7]。婚姻届はヤクルトの監督・高津臣吾と板野の恩師・秋元康が証人の欄にサインしたものを2人で提出。
- 5月10日放送の『人生が変わる1分間の深イイ話』（日本テレビ）の番組内で第1子妊娠を発表[42][43]。
- 10月10日、第1子となる女児を出産したことを発表、出産日は明かさなかった[44]。

2022年
- 2月、自身が手掛けるブランドの会社『ロージールーチェ（ROSY LUCE）』を設立し、代表取締役に就任[45]。

2023年
- 4月、自身のコスメブランドの海外進出を報告した[46]。

2024年
- 2月、自身の妹分となるガールズグループ「RoLuANGEL」（ロールエンジェル）をお披露目[47]。

## 人物
- 愛称は「ともちん」[48]、中国語圏では「虎牙」[注釈 4]。一人称を「友」とすることがある[49][50]。
- 銀行員の父、教師の母のもと[51]、神奈川県で生まれる[52]。大阪府の北千里で幼少期の5年間を過ごした[53][54]。2人姉妹の長女で、4歳年下の妹・板野成美がおり、2011年1月5日に自身のTwitter（現・X）にて妹との2ショット写真を公開した[55]。
- 実家で「Coco（ココ）」という名前のトイプードルを飼っている[56]。また自身の家でオスの「Coo（クー）」とメスの「Cheek（チーク）」というトイプードルを飼っている。
- 父親の証言のよると、小学生の時SPEEDのライブを観たことがきっかけで、アイドルを目指すようになった[57]。
- 趣味は音楽鑑賞[3]。寝ることと食べることが好き[3]。2018年4月に車の免許を取ったことで、現在は運転が趣味と言っている。
- 好物は、ご飯[3]、納豆[3]、麺類[3]、肉[3]、キムチ[3]。
- ディズニーが好き。『塔の上のラプンツェル』の主人公「ラプンツェル」は共感する部分が多いとインタビューで語っている[58]。
- 特技はダンス、水泳、一輪車[3]。
- 寝ることについては、寝覚めは非常に良いものの、幼少時から持っている「りんごちゃん」と名付けた一見怖い人形がないと寝られない[59]。
- AKB48に在籍当時のプロフィールでは、尊敬する人物として安室奈美恵、浜崎あゆみの名を挙げていた[3]。理想の女性像はヴィクトリア・ベッカム[60]。
- トリンドル玲奈とはお互いのブログでたびたび言及し合うほど仲が良い[61]。ファッション誌『ViVi』2012年6月号では2人で表紙を飾ったり[62]、ドラマ『BAD BOYS J』で共演する[63]など、仕事での接点もたびたびある。
- 所属事務所の先輩であるさまぁ〜ずの三村マサカズとはTwitter上でお互いにやり取りをすることが度々ある[64][65]。
- バンダイこどもアンケートVol.195（実査: 2011年8月30日 - 9月8日、結果公開: 2011年11月）によると、「お子様がお母さんにしたい有名人」の女の子の回答で8位[66]に挙げられている。とくに小学校中学年の人気を集めており、女の子3 - 4年生の回答では2位となっている。
- 2010年にベストジーニストに選出された際に、ブログで「ショートもロングも大好き」と公言している[67]。
- 乃木坂46での推しメンは山下美月を挙げている[68]。

### AKB48
- AKB48初期メンバーの一人であり、「チャンスの順番」「上からマリコ」以外の全てのシングル表題曲に参加した中心的な存在で、主力メンバーの一人だった。
- 初期のころは幼さを売りにしており、キャッチフレーズは「お耳がぴょんぴょん」[57]であった。
- 当初AKB48では茶髪を禁止していたが、板野は秋元康から茶髪にすることを許可された。秋元は2009年の『BUBUKA』のインタビューにて、「唯一板野だけに、派手な茶髪を許しているが、それは本当にイマドキの女の子の代表だと思っているから」と語っている[57]。また、チームKに板野が加入した際、当時のキャプテンだった秋元才加との関係を"体育会系の秋元VSイマドキ女子代表、板野"という図式にするのが狙いだったともいう[57]。
- AKB48としての活動とは別に、ギャルに扮した「ギャルちん a.k.a板野友美」というキャラクターもあり、同名義で作詞した「Shiny Summer〜友の夏〜」をソロでリリースしている。『Cawaii!』など女性誌の専属モデルとしても活動しているほか、女性誌のインタビューや取材も多い[51]。2009年12月には渋谷109にテナントを出店しているRuvap.（ラヴァップ）とのコラボレーション・パーカーも発売された。これらのことから、「AKBのおしゃれ番長」とも呼ばれていた[69]。
- 2013年8月25日に開催された東京ドーム公演において、自らの後継者としてチーム4（当時）の相笠萌を指名した[70]。

## 受賞歴
2010年
- ベストジーニスト2010 協議会選出部門[71]
- 第1回日本ウエディングベストドレッサー賞 アイドル部門[72]

2011年
- 日本ファッションリーダーアワード2011[73]

2013年
- 第14回ベストスイマー賞 アーティスト部門[74]
- ネイルクイーン2013 アーティスト部門[75]

2014年
- ベストスタイリングアワード2014 アーティスト部門[76]

2015年
- 第三回音悦Vチャートアワーズ（北京） 2014年度日本地域突破アーティスト賞[77]

2018年
- 2018 東京・中国映画週間日中映画祭 第3回ゴールドクレイン賞

2019年
- WEIBO Account Festival in Japan 2019 グッドシンガー賞[78]

2020年
- 第2回ベストフォーマルウェアアワード 洋装部門（女性）・EVENINGDRESS Queen[79]

## AKB48所属時の参加曲

### シングルCD選抜曲
- 桜の花びらたち
  - Dear my teacher
- スカート、ひらり
  - 青空のそばにいて
- 会いたかった
  - だけど…
- 制服が邪魔をする
- 軽蔑していた愛情
  - 涙売りの少女
- BINGO!
  - Only today
- 僕の太陽
  - 未来の果実
- 夕陽を見ているか?
  - ビバ！ハリケーン
  - 夕陽を見ているか？（ひまわり 2nd 2.1 Mix）
- ロマンス、イラネ
  - 愛の毛布
  - ロマンス、イラネ（ひまわり 2nd 2.0 Mix）
- 桜の花びらたち2008
  - 最後の制服
- Baby! Baby! Baby!
- 大声ダイヤモンド
  - 109（マルキュー）
  - 大声ダイヤモンド（teamA ver.）
- 10年桜
  - 桜色の空の下で
- 涙サプライズ!
- 言い訳Maybe
- RIVER
- 桜の栞
  - マジスカロックンロール
- ポニーテールとシュシュ
  - マジジョテッペンブルース
- ヘビーローテーション
  - ラッキーセブン
  - 野菜シスターズ - 野菜シスターズ名義
- Beginner
- 「チャンスの順番」に収録
  - 予約したクリスマス
  - ALIVE - チームK名義
- 桜の木になろう
- 誰かのために -What can I do for someone?-
- Everyday、カチューシャ
- フライングゲット
  - 青春と気づかないまま
  - アイスのくちづけ
  - 野菜占い - 野菜シスターズ2011名義
- 風は吹いている
- 「上からマリコ」に収録
  - ノエルの夜
  - ゼロサム太陽 - チームK名義
- GIVE ME FIVE!
  - スイート&ビター - セレクション6名義
- 真夏のSounds good !
  - ちょうだい、ダーリン!
- ギンガムチェック
  - 夢の河
- UZA
  - スクラップ&ビルド - チームK名義
- 永遠プレッシャー
  - とっておきクリスマス
- So long !
- 掌が語ること
- さよならクロール - 大島優子、渡辺麻友、島崎遥香とともにセンター
  - How come ? - Team K名義
- 恋するフォーチュンクッキー
  - 最後のドア
  - 涙のせいじゃない
- 君はメロディー[注釈 5][80]

AKB48 チームサプライズ名義
重力シンパシー公演
- 重力シンパシー
- そのままで
- 1994年の雷鳴
- 旅立ちのとき
- AKBフェスティバル
- キミが思ってるより…
- 女神はどこで微笑む?

バラの儀式公演
- 未来が目にしみる
- 夢を見るなら
- 誰が2人を出会わせたのか?
- バラの儀式
- 美しい狩り
- 愛の川
- ほっぺ、ツネル

### その他の参加楽曲
- Sugar Rush
- 離れていても - AKB48卒業後に参加

ほね組 from AKB48
- ほねほねワルツ
- くじらのバス

AKBアイドリング!!!
- チューしようぜ!
- モテ期のうた

ナットウエンジェル
- ナットウエンジェル

Queen & Elizabeth
- Love♡Wars
- LoveaWars（Tomomi Itano solo Edit.）

チームドラゴン from AKB48
- 心の羽根
- 世界中の雨

### アルバム選抜曲
- 『神曲たち』収録
  - Baby! Baby! Baby! Baby!
  - 君と虹と太陽と
- 『SET LIST〜グレイテストソングス〜完全盤』収録
  - Seventeen
  - あなたがいてくれたから
- 『ここにいたこと』収録
  - 少女たちよ
  - 僕にできること - チームK名義
  - 君と僕の関係
  - ここにいたこと
- 『1830m』収録
  - ファースト・ラビット
  - 家出の夜 - チームK名義
  - 僕たちは 今 話し合うべきなんだ
  - 大事な時間
  - 行ってらっしゃい
  - 青空よ 寂しくないか？
- 『次の足跡』収録
  - After rain

### その他の未音源化楽曲
- 私に似てる
- ありふれた愛

### 劇場公演ユニット曲
チームA 1st Stage「PARTYが始まるよ」公演
- スカート、ひらり（2nd UNIT）
- 星の温度（1st UNIT）

チームA 2nd Stage「会いたかった」公演
- 嘆きのフィギュア
- ガラスのI LOVE YOU
- 背中から抱きしめて
- リオの革命

チームA 3rd Stage「誰かのために」公演
- 投げキッスで撃ち落せ!
- 制服が邪魔をする

チームA 4th Stage「ただいま恋愛中」公演
- Faint

ひまわり組 1st Stage「僕の太陽」公演
- 愛しさのdefense
- アイドルなんて呼ばないで（バックダンサー）
※戸島花のスタンバイ

ひまわり組 2nd Stage「夢を死なせるわけにいかない」公演
- Confession
※川崎希のスタンバイ

チームA 5th Stage「恋愛禁止条例」公演
- ツンデレ!

THEATRE G-ROSSO「夢を死なせるわけにいかない」公演
- Confession
※指原莉乃・菊地あやかのスタンバイ

チームK 6th Stage「RESET」公演
- 制服レジスタンス

大島チームK ウェイティング公演
- あなたとクリスマスイブ（チームA 1st Stage「PARTYが始まるよ」公演）
- 星の温度（チームA 1st Stage「PARTYが始まるよ」公演）

## 作品
AKB48のメンバーとしてはAKB48の関連作品を参照。

### シングル
|                                         | リリース日                              | タイトル                                | 最高 週間 順位                          | 販売形態                                | 商品コード                                                                                | 備考 |                                         |
| You, Be Cool!レーベル（キングレコード） | You, Be Cool!レーベル（キングレコード） | You, Be Cool!レーベル（キングレコード） | You, Be Cool!レーベル（キングレコード） | You, Be Cool!レーベル（キングレコード） | You, Be Cool!レーベル（キングレコード）                                                   | You, Be Cool!レーベル（キングレコード） | You, Be Cool!レーベル（キングレコード） |
| --------------------------------------- | --------------------------------------- | --------------------------------------- | --------------------------------------- | --------------------------------------- | ----------------------------------------------------------------------------------------- | --- | --------------------------------------- |
| 1                                       | 2011年1月26日                           | Dear J                                  | 2位                                     | CD+DVD CD                               | KIZM-75〜6 KIZM-77〜8 KIZM-79〜0 NMAX-1103                                                | Type-A Type-B Type-C 劇場盤 |                                         |
| 2                                       | 2011年7月13日                           | ふいに                                  | 1位                                     | CD+DVD CD                               | KIZM-97〜8 KIZM-99〜100 KIZM-101〜2 NMAX-1116                                             | type-A type-B type-C 劇場盤 |                                         |
| 3                                       | 2012年4月25日                           | 10年後の君へ                            | 2位                                     | CD+DVD CD                               | KIZM-147〜8 KIZM-149〜50 KICM-1391 NMAX-1127                                              | type-A type-B 通常盤 劇場盤 |                                         |
| 4                                       | 2013年6月12日                           | 1%                                      | 4位                                     | CD+DVD CD                               | KIZM-219〜20 KIZM-221〜2 KICM-1454 NMAX-1151                                              | type-A type-B 通常盤 劇場盤 |                                         |
| 5                                       | 2014年2月5日                            | little                                  | 3位                                     | CD+DVD CD MUSIC CARD                    | KICM-91503 KICM-91504 KICM-1505 ETZB-6 ETZB-7 ETZB-8 ETZB-9 ETZB-10                       | 初回限定盤TYPE-A 初回限定盤TYPE-B 通常盤 Type-I Type-II Type-III Type-IV Type-V                                                                           |                                         |
| 6                                       | 2014年12月17日                          | COME PARTY!                             | 6位                                     | CD+DVD CD+GOODS CD MUSIC CARD           | KICM-91560 KICM-91561 KICM-1562 ETZB-16 ETZB-17 ETZB-18 ETZB-19 ETZB-20 ETZB-21           | 初回限定盤TYPE-A 初回限定盤TYPE-B 通常盤 TYPE-I TYPE-II TYPE-III TYPE-IV TYPE-V TYPE-VI                                                                   |                                         |
| 7                                       | 2015年7月1日                            | Gimme Gimme Luv                         | 6位                                     | CD+DVD CD+GOODS CD 5CD+DVD              | KICM-91602 KICM-91603 KICM-1604 NMAX-1199 NMAX-1200 NMAX-1201 NMAX-1202 NMAX-1203 EC-856  | 初回限定盤TYPE-A 初回限定盤TYPE-B 通常盤 KING e-SHOP盤 I KING e-SHOP盤 II KING e-SHOP盤 III KING e-SHOP盤 IV KING e-SHOP盤 V KING e-SHOP盤 I～V 5枚セット |                                         |
| 8                                       | 2016年4月20日                           | HIDE & SEEK                             | 11位                                    | CD+DVD CD+GOODS CD 5CD+DVD              | KICM-91663 KICM-91664 KICM-1665 NMAX-1228 NMAX-1229 NMAX-1230 NMAX-1231 NMAX-1232 EC-1192 | 初回限定盤TYPE-A 初回限定盤TYPE-B 通常盤 のぞきめ盤 I のぞきめ盤 II のぞきめ盤 III のぞきめ盤 IV のぞきめ盤 V のぞきめ盤 I～V 5枚セット                   |                                         |
| 9                                       | 2017年5月17日                           | #いいね!                                | 11位                                    | CD+DVD CD+GOODS CD                      | KICM-91663 KICM-91664 KICM-1665 NMAX-1264 NMAX-1265 NMAX-1266 NMAX-1267                   | 初回限定盤TYPE-A 初回限定盤TYPE-B 通常盤 KING e-SHOP盤 I KING e-SHOP盤 II KING e-SHOP盤 III KING e-SHOP盤 VI KING e-SHOP盤 V                              |                                         |
| 10                                      | 2018年2月28日                           | Just as I am                            | 17位                                    | CD+DVD CD                               | KICM-91837 KICM-1837 NMAX-1293 NMAX-1294 NMAX-1295 NMAX-1296 NMAX-1297 NMAX-1298          | 初回限定盤 通常盤 Wanderer盤 KING e-SHOP盤 I KING e-SHOP盤 II KING e-SHOP盤 III KING e-SHOP盤 VI KING e-SHOP盤 V                                          |                                         |
| 11                                      | 2019年2月13日                           | すき。ということ                        | 29位                                    | CD+DVD CD                               | KICM-91902 KICM-1902 NMAX-1323 NMAX-1324 NMAX-1325 NMAX-1326 NMAX-1327 NMAX-1328          | 初回限定盤 通常盤 KING e-SHOP盤 I KING e-SHOP盤 II KING e-SHOP盤 III KING e-SHOP盤 VI KING e-SHOP盤 V amie jewel盤                                        |                                         |

#### 配信限定
| リリース日                              | 曲名                                    |                                         |
| You, Be Cool!レーベル（キングレコード） | You, Be Cool!レーベル（キングレコード） | You, Be Cool!レーベル（キングレコード） |
| --------------------------------------- | --------------------------------------- | --------------------------------------- |
| 2011年5月11日                           | Wanna be now                            |                                         |
| 2011年6月1日                            | 愛にピアス                              |                                         |

### アルバム
|                                         | リリース日                              | タイトル                                | 最高 週間 順位                          | 販売形態                                | 商品コード                              | 備考                                     |                                         |
| You, Be Cool!レーベル（キングレコード） | You, Be Cool!レーベル（キングレコード） | You, Be Cool!レーベル（キングレコード） | You, Be Cool!レーベル（キングレコード） | You, Be Cool!レーベル（キングレコード） | You, Be Cool!レーベル（キングレコード） | You, Be Cool!レーベル（キングレコード）  | You, Be Cool!レーベル（キングレコード） |
| --------------------------------------- | --------------------------------------- | --------------------------------------- | --------------------------------------- | --------------------------------------- | --------------------------------------- | ---------------------------------------- | --------------------------------------- |
| 1                                       | 2014年7月2日                            | S×W×A×G                                 | 6位                                     | CD+DVD CD                               | KICS-93075 KICS-3075 NKCD-6677          | 初回限定盤 通常盤 サマンサベガ盤         |                                         |
| 2                                       | 2016年11月2日                           | Get Ready♡                              | 10位                                    | CD+DVD CD+フォトブック CD               | KICS-93437 KICS-93438 KICS-3437         | 初回限定盤TYPE-A 初回限定盤TYPE-B 通常盤 |                                         |

### ミニアルバム
|                                         | リリース日                              | タイトル                                | 最高 週間 順位                          | 販売形態                                | 商品コード                              | 備考                                    |                                         |
| You, Be Cool!レーベル（キングレコード） | You, Be Cool!レーベル（キングレコード） | You, Be Cool!レーベル（キングレコード） | You, Be Cool!レーベル（キングレコード） | You, Be Cool!レーベル（キングレコード） | You, Be Cool!レーベル（キングレコード） | You, Be Cool!レーベル（キングレコード） | You, Be Cool!レーベル（キングレコード） |
| --------------------------------------- | --------------------------------------- | --------------------------------------- | --------------------------------------- | --------------------------------------- | --------------------------------------- | --------------------------------------- | --------------------------------------- |
| 1                                       | 2019年10月16日                          | LOCA                                    | 26位                                    | CD+DVD+ミニフォトブック CD              | KICS-93861 KICS-3861                    | 初回限定盤 通常盤                       |                                         |

### 参加作品
|   | リリース日                   | タイトル                              | 最高 週間 順位               | 販売形態                     | レーベル                     | 商品コード                   | 備考                                                          |
| 1 | ギャルちんa.k.a.板野友美名義 | ギャルちんa.k.a.板野友美名義          | ギャルちんa.k.a.板野友美名義 | ギャルちんa.k.a.板野友美名義 | ギャルちんa.k.a.板野友美名義 | ギャルちんa.k.a.板野友美名義 | ギャルちんa.k.a.板野友美名義                                  |
| - | ---------------------------- | ------------------------------------- | ---------------------------- | ---------------------------- | ---------------------------- | ---------------------------- | ------------------------------------------------------------- |
| 1 | 2009年7月22日                | スーパー☆アニメ☆リミックス SUPER☆BEST | -                            | 2CD+DVD                      | ドリーミュージック           | MUCD1212/1213                | コンピレーション・アルバム 参加曲：「Shiny Summer〜友の夏〜」 |

### 映像作品
| 発売日         | タイトル                                                     | 規格品番  | メーカー   |
| -------------- | ------------------------------------------------------------ | --------- | ---------- |
| 2009年10月     | Private Princess 板野友美 〜ともちんの夏休み〜               | HPCG-0002 | ホリプロ   |
| 2009年12月26日 | 「TOMOHAWAII!」の裏ハワイイ!ーTOMOCAWAII! VOL.2 in BACKSTAGE |           | 主婦の友社 |
| 2010年9月27日  | 板野友美 TOMOMI ITANO                                        | YMLP-1007 | リバプール |
| 2010年10月4日  | 「TOMOMI ITANO」超特別限定版                                 | YMLP-7C   | リバプール |

#### コンサート
|                                         | リリース日                              | タイトル                                               | 商品コード                              | 販売形態                                |
| You, Be Cool!レーベル（キングレコード） | You, Be Cool!レーベル（キングレコード） | You, Be Cool!レーベル（キングレコード）                | You, Be Cool!レーベル（キングレコード） | You, Be Cool!レーベル（キングレコード） |
| --------------------------------------- | --------------------------------------- | ------------------------------------------------------ | --------------------------------------- | --------------------------------------- |
| 1                                       | 2014年12月17日                          | Tomomi Itano Live Tour ～S×W×A×G～                     | KIBM-474 KIXM-178                       | DVD Blu-ray                             |
| 2                                       | 2016年11月9日                           | Tomomi Itano ASIA TOUR 2016 【000】 LIVE Blu-ray & DVD | KIXM-259 KIXM-613〜614                  | Blu-ray DVD                             |

### プロモーション・ビデオ
※AKB48の楽曲を除く。
- MAY'S「I LOVE YOUが言えなくて」（2009年8月19日）[81]

## タイアップ
| 楽曲                   | タイアップ                                                                       | 収録作品                                                            |
| ---------------------- | -------------------------------------------------------------------------------- | ------------------------------------------------------------------- |
| Shiny Summer〜友の夏〜 | 静岡第一テレビ『狩野英孝★熱血アイドルアカデミー アキパラ嬢』エンディング・テーマ | コンピレーション・アルバム「スーパー☆アニメ☆リミックス SUPER☆BEST」 |
| Dear J                 | CM:サマンサタバサ『Samantha Vega♡板野友美』                                      | 1stシングル「Dear J」                                               |
| TUNNEL                 | CM:イトーヨーカ堂『イトーヨーカドー BODY COOLER』アイスワールド篇                | 1stシングル「Dear J」                                               |
| Wanna be now           | CM:イー・モバイル Finger Logo篇                                                  | 配信限定シングル「Wanna be now」                                    |
| 愛にピアス             | CM:イトーヨーカ堂『イトーヨーカドー レイングッズ』                               | 配信限定シングル「愛にピアス」                                      |
| ふいに                 | CM:サマンサタバサ『Samantha Vega♡板野友美』                                      | 2ndシングル「ふいに」                                               |
| Come on!               | テレビドラマ『NIKITA / ニキータ』イメージソング                                  | 2ndシングル「ふいに」                                               |
| 月の祈り               | CM:イトーヨーカ堂『イトーヨーカドー BODY HEATER』パペット篇                      | 2ndシングル「ふいに」                                               |
| 10年後の君へ           | CM:サマンサミューズ板野友美 Samantha Vega ♡ 板野友美 スペシャルコラボ第3弾       | 3rdシングル「10年後の君へ」                                         |
| Clone                  | CM:イー・モバイル EMOBILE LTE篇 Pocket WiFi LTE篇                                | 3rdシングル「10年後の君へ」                                         |
| Always I need you      | CM:イトーヨーカ堂『イトーヨーカドー BODY COOLER 2012』                           | 3rdシングル「10年後の君へ」                                         |
| lose-lose              | CM:イトーヨーカ堂『イトーヨーカドー レインスタイルコレクション』                 | 3rdシングル「10年後の君へ」                                         |
| 1%                     | CM:サマンサタバサ『Samantha Vega♡板野友美』スペシャルコラボ                      | 4thシングル「1%」                                                   |
| For you, For me        | CM:ホーユー『ビューティラボ ホイップヘアカラー』                                 | 4thシングル「1%」                                                   |
| BRIGHTER               | CM:ホーユー『ビューティラボ 濃密補修オイル誕生』                                 | 5thシングル「little」                                               |
| Girls Do               | TBS『板野パイセンっ!!〜今ドキ女子バックアップバラエティ』エンディング・テーマ    | 5thシングル「little」                                               |
| Little Devil Girl      | TBS『年末特番 板野パイセンっ!!』エンディング・テーマ                             | 6thシングル「COME PARTY!」                                          |
| HIDE & SEEK            | 映画『のぞきめ』主題歌                                                           | 8thシングル「HIDE & SEEK」                                          |
| イマジネーションゲーム | 映画『イマジネーションゲーム』主題歌                                             | 11thシングル「すき。ということ」                                    |
| 君に贈るうた           | 配信ドラマ『僕はまだ君を愛さないことができる』オープニング曲                     | 1stミニアルバム「LOCA」                                             |

## 出演

### 映画
- あしたの私のつくり方（2007年4月28日、日活） - 日南子のクラスメイト 役
- 愛流通センター（2008年7月19日、アステア） - マミ 役
- 仮面ライダーシリーズ（東映） - クイーン 役
  - 仮面ライダー×仮面ライダー W&ディケイド MOVIE大戦2010（2009年12月12日）
  - 仮面ライダーW FOREVER AtoZ/運命のガイアメモリ（2010年8月7日）
  - 仮面ライダー×仮面ライダー オーズ&ダブル feat.スカル MOVIE大戦CORE（2010年12月18日）
- かずら（2010年1月30日、クロックワークス） - 女子高生 役
- 劇場版BAD BOYS J（2013年11月9日、ショウゲート） - 中井カオリ 役
- みんな!エスパーだよ!（2015年9月4日、ギャガ） - エリ 役　※カメオ出演[83]
- のぞきめ（2016年4月2日、KADOKAWA / プレシディオ） - 主演・三嶋彩乃 役[39]
- 星くず兄弟の新たな伝説（2018年1月20日、マジックアワー）- ラン役
- イマジネーションゲーム（2018年7月28日、プレシディオ） - 主演・池内葵 役　※久本雅美とダブル主演
- Diner ダイナー（2019年7月5日、ワーナー・ブラザース映画） - お天気キャスター 役
- プリズン13（2019年8月30日、AMGエンタテインメント） - ユマ 役[84]
- 喝 風太郎!!（2019年11月1日、SDP） - 占い師 役

海外映画
- 雨衣（レインコート）（2016年、日本未公開　中国） - 主演・雨子 役[85][86]
- 徐福〜永遠の命を探して〜（2019年7月26日、日本公開　中国） - 主演・福住翔子 役[87][88]

### 短編映画
- 乗り遅れた旅人（2019年、ショートショート実行委員会 / SDGs未来都市・横浜）[89]

### NHK紅白歌合戦出場歴
(AKB48所属時)
| 年度/放送回               | 回 | 曲目                                           | 出演順 | 対戦相手             | 備考               |
| ------------------------- | -- | ---------------------------------------------- | ------ | -------------------- | ------------------ |
| 2007年（平成19年）/第58回 | 初 | 会いたかった                                   | 01/28  | 美川憲一             | 先行トップバッター |
| 2009年（平成21年）/第60回 | 2  | REVERサプライズ! 紅白Lumix                     | 02/25  | flumpool             |                    |
| 2010年（平成22年）/第61回 | 3  | ひとり旅                                       | 02/22  | NYC                  |                    |
| 2011年（平成23年）/第62回 | 4  | 紅白2011 AKB48スペシャルMIX～がんばろう日本!～ | 03/25  | (FUNKY MONKEY BABYS) |                    |
| 2012年（平成24年）/第63回 | 5  | AKB48 紅白2012 SP～第二章～                    | 14/25  | コブクロ             |                    |

### 劇場アニメ
- くるみ割り人形（2014年11月29日、サンリオ） - マリー姫 役

### テレビドラマ
- ですよねぇ。 第6話・第11話（2006年、TBS）
- 風に舞いあがるビニールシート（2009年、NHK総合） - 神谷まい 役
- 仮面ライダーW（2009年10月18日 - 2010年8月29日、テレビ朝日） - クイーン 役
- マジすか学園（2010年1月8日 - 3月26日、テレビ東京） - シブヤ 役
- もやしもん 第9話（2010年9月2日、フジテレビ） - タナキョー（田中恭子） 役
- 桜からの手紙 〜AKB48 それぞれの卒業物語〜（2011年2月26日 - 3月6日、日本テレビ） - 板野友美 役
- マジすか学園2（2011年4月15日 - 7月1日、テレビ東京） - シブヤ 役
- So long ! 第2夜（2013年2月12日、日本テレビ） - 都畿川愛 役
- BAD BOYS J（2013年4月6日 - 6月22日、日本テレビ） - 中井カオリ 役
- コック警部の晩餐会（2016年12月15日・22日、TBS）-浅見チカ 役
- フリンジマン〜愛人の作り方教えます〜 第10話 - 最終話（2017年12月10日 - 24日、テレビ東京） - 阿川久利栖 役[90]
- 未解決の女 警視庁文書捜査官 第6話（2018年5月24日、テレビ朝日） - 遠藤千鶴 役
- 大阪発ドラマ・愛しのナニワ飯（2019年7月6日、テレビ大阪・テレビ東京） - 主演・榎本茉里奈 役[91]
- 月曜プレミア8 警視庁遺失物捜査ファイル（2020年8月24日、テレビ東京） - 松本郁美 役[92]

### ネットドラマ
- 係長 青島俊作 THE MOBILE 事件は取調室で起きている!（2010年6月1日、NTT docomo） - はるか 役
- ガキ☆ロック～浅草六区人情物語～（2017年4月14日、Amazonプライム・ビデオ)  - あきな 役

### テレビアニメ
- RD 潜脳調査室（2008年5月27日、日本テレビ） - 板野トモミ 役
- 天体戦士サンレッド（2009年10月3日 - 2010年3月27日、tvk） - 小さい天井 役

### 舞台
- LINE LIVEオンライン演劇『デジタル本多劇場』「こっち来ないで！」（2020年6月13日・14日） - サカイ サヤ 役

### バラエティ番組など
最近出演した番組
- ダウンタウンDX（2023年8月24日）
- サタデープラス（2023年8月5日）
- プレバト（2023年7月6日）
- あざとくて何が悪いの⁇（2023年6月30日）
- ヒューマングルメンタリーオモウマイ店

（2023年6月13日）
- 人志松本の酒のツマミになる話

（2023年6月2日）
- さんま御殿（2023年5月16日）
- ぽかぽか（2023年4月26日）
- 人志松本の酒のツマミになる話

（2023年3月3日）
- 行列のできる相談所（2023年1月22日）
- 逃走中（2022年12月31日）

過去によく出演していた番組
- からだであそぼ（2006年11月20日 - 2008年、NHK教育） - 増山加弥乃、小野恵令奈、奥真奈美とともに「ほね組 from AKB48」として「ほねほねワルツ」を歌唱。
- アッコにおまかせ!（2008年4月20日 - 12月、TBS） - 『That's宝くじ』にて司会を務めた（3週に一度出演）。
- 火曜曲!（2012年4月24日 - 2013年8月27日、TBS）
- 板野パイセンっ!!〜今ドキ女子バックアップバラエティ（2014年4月27日 - 9月21日、TBS）
- World Baseballエンタテイメント たまッチ!（2017年4月4日 - 12月30日、フジテレビ） - 6代目

### ラジオ
- ともとものヤギさん、おいで〜♪（2008年4月7日 - 2010年、TBS RADIO podcasting954） - ポッドキャスト専用番組
- 週刊!アニたま水曜日 鳥やまPOP研究所〜疾風伝（2008年4月9日 - 、ラジオ関西） - コーナーパーソナリティー
- SCHOOL OF LOCK! 『GIRLS LOCKS!』（2010年10月 -2012年3月、JFN・TOKYO FM） - 毎月3週目担当
- 板野友美のうた女　～Girl's Music Channel～（2015年4月4日 - 9月26日、TOKYO FM）[38]
- ラジオシアター〜文学の扉『幸福な王子』（2020年3月15・22日、TBSラジオ） - ツバメ 役
- 板野友美 radiogram（2020年7月6日 - 10月5日、ニッポン放送）

### CM
- イトーヨーカ堂
  - 『Ito-Yokado 2010 Summer Collection』「恋水着」篇・「恋ゆかた」篇（2010年6月12日 - 7月）[93]
  - 『イトーヨーカドー BODY HEATER』「ハグ」篇（2010年8月21日 - ）[94]
  - 『イトーヨーカドー BODY COOLER』「アイスワールド」篇（2011年3月9日 - ）[95]
  - 『イトーヨーカドー レイングッズ』篇（2011年5月14日 - ）[96]
  - 『イトーヨーカドー BODY HEATER』「パペット」篇（2011年8月10日 - ）
  - 『イトーヨーカドー ボディークーラー』（2012年3月7日 - ）
  - 『イトーヨーカドー レインスタイルコレクション』篇（2012年5月22日 - ）
- サマンサタバサ
  - 『Samantha Vega♡板野友美』（2011年1月19日 - ）
  - 『サマンサミューズ ALL STARS 』（2011年8月23日 - ）
- 白元
  - 『フローラルミセスロイド』「新たな妻」篇[注釈 6]（2011年4月14日 - ）
- イー・モバイル
  - 『Finger Logo』篇（2011年5月14日 - ）[97]
  - 『小悪魔』篇 （2011年7月23日 - ）
  - 『Wi-Fiの王』篇（2011年12月1日 - ）[98]
  - 『EMOBILE LTE』篇・『Pocket WiFi LTE』篇（2012年3月2日 - ）[99]
  - 『夢の直行直帰』編（2012年6月28日 - ）[100]
- プロトコーポレーション
  - 『ともちんグー! 選んで!ベスともセブン』（2012年2月1日 - ）
- バンダイ 『データカードダス アイカツ!』（2012年10月8日 - ）[101]
- Lcode 『candymagic』（2012年12月17日 - ）
- ホーユー
  - 『ビューティラボ ホイップヘアカラー』（2013年3月2日 - ）[102]
  - 『ビューティラボ 美容液』「濃密補修オイル誕生」篇（2013年11月1日 - ）
- ひかりTV
  - 『AKB48コント番組「出番ですよ」篇』（2013年7月26日 - 8月11日）
- ベルクラシック
  - 『Petit Tomo』（2016年9月 - ）[103]
- ヴィエリス
  - 『キレイモ』「キレイもっとダンス」篇（2017年4月10日 - ）[104][105][106]
- ブランジスタエール『ACCEL JAPAN』（2022年10月 - ）- アンバサダー[107][108]
  - 株式会社感動ハウス（山形県山形市、2023年3月 - ）[109]

### 広告・イメージキャラクター
- Bubbleflop（2012年3月 - ） - 「Tomo,MODEL」をプロデュース[110]
- candymagic（2012年 - 、Lcode）
  - secret candymagic 1day Premium（2017年4月 - ）[111]
- エンジェルハート（2014年6月 - ）[112]
- 映画「のぞきめ」×富士急ハイランド 絶叫コラボキャンペーン（2016年3月12日 - 4月17日、富士急行）[注釈 7][113]
- Uroom ポータブルミストスプレー（2021年4月6日 - 、DMI） - イメージキャラクター[114]
- BELTA 葉酸サプリ（2021年7月 - 、ベルタ） - 公式アンバサダー[115]

### コンサート
- Angel Night（2005年6月9日、四谷Live inn Magic）[116]

### イベント
- サマーパーティー ホリプロ50周年記念!!及びBS-TBS開局10周年記念アイドル50人大集合!!（2010年8月24日、赤坂BLITZ）
- KANSAI COLLECTION 2013 AUTUMN&WINTER（2013年9月21日、京セラドーム大阪） - シークレットゲスト[34]
- GirlsAward
  - 2013 Autumn／Winter（2013年9月28日、国立代々木競技場第一体育館）[117]
  - 2015 SPRING／SUMMER（2015年4月29日、国立代々木競技場第一体育館）[118]
  - 2024 AUTUMN／WINTER（2024年10月19日、幕張メッセ）[119]
- J-POP SUMMIT 2014（2014年7月19日 - 21日、アメリカ合衆国カリフォルニア州サンフランシスコ・ジャパンタウン ユニオンスクエア（英語版））
- 第9回 全国プロポーズの言葉コンテスト 授賞式（2015年5月27日、東京都内） - ゲスト審査員[120]

### ネット配信
- Private Princess 〜三人だけの夏休み〜（2007年11月1日 - 、ホリプロ制作）
- MIDTOWN TV 城咲仁と磯山さやかの極めみち（2007年11月6日 - 13日、GyaO）
- 「KIRIN NUDA レモン&トニック」スッキリマンサイト（2008年3月25日 - 5月31日、第2日本テレビ）
- 板野友美のいいねJAPAN（2012年9月3日 - 、テレ朝動画 / 9月4日・5日、緯来日本台）[121]
- 安室奈美恵ファッション総選挙　FASHION MOVIE BEST 50（2018年9月9日、AbemaTV）[122]

#### スッキリ3人娘として出演
- AKB48 in HORIPRO（2008年4月1日 - 2009年3月30日、Yahoo!動画）
- アイドル夏物語（2008年7月25日、読売テレビ）

## 書籍

### 写真集
- T.O.M.O.rrow（2009年4月1日、主婦の友社 編集：Cawaii!）ISBN 978-4072661000
- B.L.T. U-17 sizzlefulgirl Vol.10(TOKYO NEWS MOOK 150号)（2009年5月8日、東京ニュース通信社）ISBN 978-4863360532
- TOMOCAWAII!VOL.1―AKB48（2009年7月31日、主婦の友社）ISBN 978-4072676196
- TOMOCAWAII!VOL.2―TOMOHAWAII!（2009年11月30日、主婦の友社）ISBN 978-4072701423
- TOMOCAWAII!VOL.3（2010年10月8日、主婦の友社）ISBN 978-4072714898
- TOMOCHIN!!（2010年11月22日、講談社）ISBN 978-4063895032
- 板野って、オシャレなの!? 〜とも、ついにみせちゃいます〜（2013年9月20日、講談社）ISBN 978-4063897906
- ともちん（2013年9月30日、講談社）ISBN 978-4-06-389792-0
- release（2017年8月24日、講談社）ISBN 978-4062207430
- Wanderer（2018年2月21日、講談社）ISBN 978-4062209878

### フォトブック
- GiRLPOP EXTRA TOMOMI ITANO PHOTO MAGAZINE Live Tour~S×W×A×G~Documentary（2014年10月31日、エムオン・エンタテインメント）ISBN 978-4789772211
- Tomomi Itano 10th　ANNIVERSARY PHOTO BOOK　Luv U（2015年7月3日、主婦と生活社）ISBN 978-4391147155

### 雑誌連載
- ViVi 2010年9月号 - （2010年7月23日 - 、講談社）

### カレンダー
- 板野友美・大島麻衣・河西智美（from AKB48）2008年カレンダー（ハゴロモ）
- 板野友美 2009年カレンダー（2008年10月11日、ハゴロモ）
- 板野友美 2010年カレンダー（2009年10月14日、ハゴロモ）
- 板野友美 2011年カレンダー（2010年9月30日、ハゴロモ）
- 板野友美 2012年カレンダー（2011年11月19日、ハゴロモ）
- 板野友美 2012 TOKYOデートカレンダー（2011年11月29日、ハゴロモ）
- 板野友美 カレンダー2013年（2012年11月30日、ハゴロモ）
- 卓上 板野友美 カレンダー2013年（2012年12月7日、ハゴロモ）

### 文庫
- 斜陽（太宰治、2009年10月15日、ぶんか社） - 表紙・グラビア

### トレーディングカード
- T.O.M.O.（2009年4月25日、さくら堂）